# Wouwen

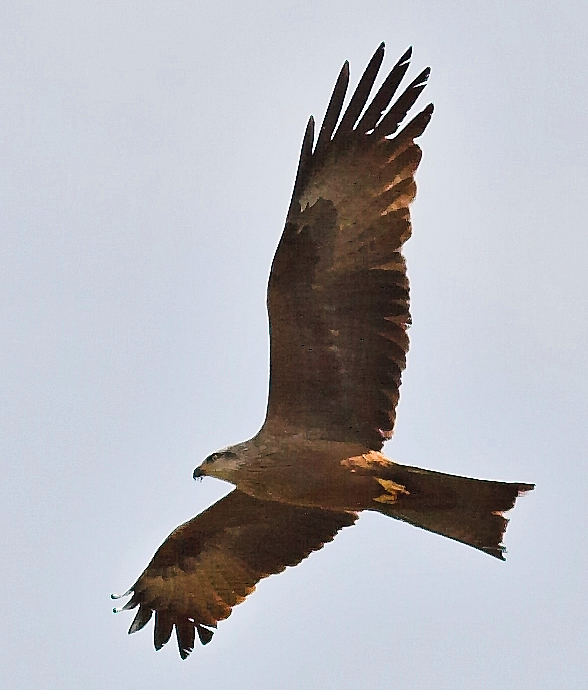
Zwarte wouw (Milvus migrans).

Wouwen zijn een vogelgroep van roofvogels. Kenmerkend zijn de lange zeilvleugels, erg korte poten en zwakke klauwen. De volgende roofvogelsoorten worden in het Nederlands wouw genoemd. Ze behoren tot verschillende onderfamilies en geslachten:
- Onderfamilie Elaninae
  - Geslacht  Chelictinia
    -  Afrikaanse zwaluwstaartwouw - Chelictinia riocourii

  - Geslacht  Elanus
    -  Australische grijze wouw - Elanus axillaris
    -  Grijze wouw - Elanus caeruleus
    -  Amerikaanse grijze wouw - Elanus leucurus
    -  Letterwouw - Elanus scriptus

  - Geslacht  Gampsonyx
    -  Parelwouw - Gampsonyx swainsonii
- Onderfamilie Perninae
  - Geslacht  Elanoides
    -  Zwaluwstaartwouw - Elanoides forficatus

  - Geslacht  Chondrohierax
    -  Langsnavelwouw - Chondrohierax uncinatus
    - Cubaanse langsnavelwouw - Chondrohierax wilsonii

  - Geslacht  Leptodon
    -  Grijskopwouw - Leptodon cayanensis
    -  Witkraagwouw - Leptodon forbesi

  - Geslacht Aviceda
    - Afrikaanse koekoekswouw - Aviceda cuculoides
    - Jerdons koekoekswouw - Aviceda jerdoni
    - zwarte koekoekswouw  - Aviceda leuphotes
    - madagaskarkoekoekswouw - Aviceda madagascariensis
    - Australische koekoekswouw - Aviceda subcristata
- Onderfamilie Harpiinae
  - Geslacht  Macheiramphus
    -  Vleermuiswouw - Macheiramphus alcinus
- Onderfamilie Buteoninae
  - Geslacht  Haliastur
    -  Brahmaanse wouw - Haliastur indus
    -  Wigstaartwouw - Haliastur sphenurus

  - Geslacht  Hamirostra
    -  Buizerdwouw - Hamirostra melanosternon

  - Geslacht  Harpagus
    -  Tandwouw - Harpagus bidentatus
    -  Roodbroekwouw - Harpagus diodon

  - Geslacht  Helicolestes
    -  Slanksnavelwouw - Helicolestes hamatus

  - Geslacht  Ictinia
    -  Mississippiwouw - Ictinia mississippiensis
    -  Donkergrijze wouw - Ictinia plumbea

  - Geslacht  Lophoictinia
    -  Kortstaartwouw - Lophoictinia isura

  - Geslacht  Milvus
    - Geelsnavelwouw - Milvus aegyptius
    -  Zwarte wouw - Milvus migrans
    -  Rode wouw - Milvus milvus

  - Geslacht  Rostrhamus
    -  Slakkenwouw - Rostrhamus sociabilis